# Orthotrichia medipitigola
Orthotrichia medipitigola är en nattsländeart som först beskrevs av Schmid 1958.  Orthotrichia medipitigola ingår i släktet Orthotrichia och familjen smånattsländor. Inga underarter finns listade i Catalogue of Life.